# 毛利重輔

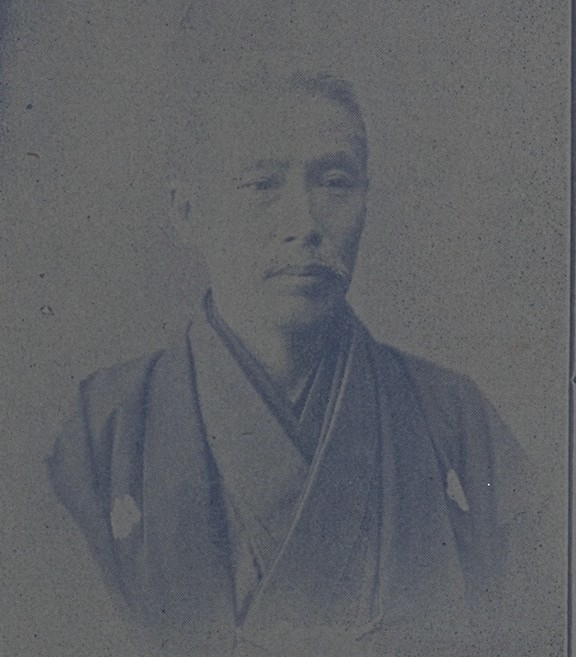
毛利重輔

毛利 重輔（もうり じゅうすけ、1848年1月12日（弘化4年12月7日 ）- 1901年（明治34年）7月13日）は、長州藩一門家老である吉敷毛利家の16代当主、鉄道技術者、男爵。旧姓・山本。

## 生涯
周防国で長州藩士・山本信一の長男として生まれる。藩校・明倫館で学んだ。1865年、元治の内乱では御楯隊隊長となり、第二次長州征討にも参戦。
1869年、米国レンセラー工科大学へ留学し、1872年、鉄道建設などの研究のためイギリスに渡り、1875年4月に帰国。工部省鉱山寮七等出仕となる。1876年2月、吉敷毛利家15代・毛利元一の養嗣子となる。
以後、釜石支庁主任、工技少技長を務め、釜石鉱山の鉱石運搬用鉄道の敷設などに従事。1882年5月、新橋鉄道局に転属となり、日本鉄道会社第一区線川口 - 熊谷間の総監督を務めた。1885年7月、日本鉄道会社の技術長に就任。その後、理事委員兼副社長などを務めた。1899年10月7日に発生した箒川鉄橋列車転落事故にも派遣されている。
1900年5月9日、男爵を叙爵。1901年7月13日、乗車していた軽井沢に向う列車が碓氷峠で逆走したため、息子の助三郎と共に飛び降りようとした際に列車に巻き込まれ、重輔も事故死した。墓所は山口市玄済寺

## 碓氷峠列車逆走事故
1901年7月13日午後8時40分ごろ、官鉄信越線横川駅午後7時50分発下り長野駅行き第51旅客蒸気列車が、熊ノ平駅を越えて第26号隧道を4分の3ほど過ぎたところで機関車煙室内の蒸気管接合部が外れ、爆音とともに機関車内が蒸気と火の粉に包まれたため、機関手が非常制動をかけて列車を一旦停止させたが、急勾配により逆走し始めた。車掌は乗客に床に伏せるよう指示し、機関手とともに、約2キロメートル逆走した第10号隧道入口付近で何とか列車を停止させた。機関助士2名は事故発生時に蒸気によって車外へ吹き飛ばされ、それぞれ軽傷と重傷を負ったが、事故直後に自力で飛び降りて脱出して近くの信号場へ事故を知らせた乗客1名に怪我はなく、約40名の乗客も停止後に列車を降り、無事軽井沢駅まで歩いた。
毛利親子は、軽井沢に新築した別荘の検分を兼ね、避暑に行くため同列車に乗り合わせて事故に遭遇した。重輔は乗客に飛び降りろと叫ぶと、12歳の助三郎の手を引いてデッキから飛び降りたが、運悪く足を引っかけて倒れ、車輪の下敷きとなり、その勢いで投げ出された助三郎も頭部を強打して絶息した。鉄道の専門知識から、逆行列車を止める難しさを知るがゆえの判断だったのだろうと言われる。

## 親族
- 実父・山本信一 ‐ 長州藩士
- 養父・毛利元一 ‐ 吉敷毛利家13代当主
- 妻 マス（1864年 - 1925年、薩摩藩士で商人・岩城勇次郎三女。姉の夫に横浜正金銀行・長崎剛十郎（長崎省吾の甥）
- 長女 チヨ（井上準之助の妻）[1]
- 次女 カツヨ（毛利忠三の妻）[8]
- 四女 包子（河瀬真の妻）[1]
- 養子 忠三（毛利元亮の次男、カツヨの夫）[8]